# Гейдерих, Всеволод Андреевич
Гейдерих Всеволод Андреевич (22 февраля 1933, Москва, СССР — 10 сентября 1995, Москва, Россия) — советский и российский учёный, физхимик, доктор химических наук (1976), ведущий научный сотрудник лаборатории химической термодинамики химического факультета МГУ им. М. В. Ломоносова, профессор (1990).

## Биография
Родился 22 февраля 1933 года в Москве. Окончил химический факультет МГУ им. М. В. Ломоносова, получив специализацию в области физической химии, после чего присоединился к научной группе А. В. Никольской в лаборатории химической термодинамики, в которой на тот момент (1954) начинались первые исследования метода электродвижущих сил (ЭДС). Научным руководителем В. А. Гейдериха стал заведовавший лабораторией член АН СССР Я. И. Герасимов; под его началом в 1962 году В. А. Гейдерих защитил кандидатскую диссертацию на тему: «Исследование термодинамических свойств твёрдых сплавов систем: Fe-Sb, Co-Sb, Fe-Te методом ЭДС».
В 1975 году В. А. Гейдерих защитил докторскую диссертацию на тему: «Термодинамические свойства сплавов некоторых переходных металлов» и получил звание доктора химических наук (1976), что дало ему возможность организовать в лаборатории собственную научную группу. Основным направлением исследований В. А. Гейдериха и его сотрудников, начиная с 1977 года, стало приложение метода мгновенного измерения ЭДС к металлическим системам, находящимся в метастабильном состоянии.
Скончался 15 сентября 1995 года в Москве.

## Научная деятельность
Основной областью научных интересов В. А. Гейдериха было исследование термодинамических свойств металлических сплавов. Это предопределило разбиение его карьеры на два этапа, связанных с изучением конкретных физико-химических методов. В целом, В. А. Гейдерих опубликовал 92 научные работы.

### Метод электродвижущих сил при высоких температурах
В. А. Гейдерих стал одним из первых советских учёных, которые в 50-60-е годы были привлечены к разработке экспериментальных приложений метода электродвижущих сил с твёрдым электролитом в области высоких температур. Ему удалось с высокой точностью определить термодинамические функции фаз переменного состава во многих системах на основе переходных металлов. Результаты исследований связи между термодинамическими свойствами металлических сплавов, их строением и электронной структурой были обобщены в кандидатской диссертации (1959) и ряде научных статей.
Кроме того, в 60-е годы В. А. Гейдерихом были проведены исследования изменений термодинамических функций в процессе упорядочения нестехиометрических фаз и фаз переменного состава, которые внесли вклад в фундаментальную термодинамику. На основе этих исследований были написаны несколько глав в монографии «Соединения переменного состава» (под ред. Б. Ф. Ормонта, 1969).

### Метод мгновенного фиксирования ЭДС
В 1977 году научная группа В. А. Гейдериха сосредоточилась на изучении метода мгновенного измерения ЭДС, отличающегося от обычных вариантов метода ЭДС возможностью измерений термодинамических свойств систем, находящихся в закалённом или метастабильном состояниях (то есть, в состояниях, далёких от химического равновесия). Так как такой подход связан с неизбежной необходимостью поиска доказательств соответствия получаемых величин физической реальности, В. А. Гейдерихом были разработаны теоретические условия корректности метода, подтверждённые значительным объёмом проводимых экспериментальных измерений.
За это время под руководством В. А. Гейдериха были осуществлены новаторские исследования термодинамики мартенситных превращений в сплавах на основе железа и никеля, а также ряда аморфных металлических систем (металлических стёкол). Соответствующие работы посвящены оптимизационным расчётам термодинамических свойств и фазовых равновесий в двойных металлических системах.

## Педагогическая деятельность
Работа В. А. Гейдериха была сопряжена с интенсивной педагогической деятельностью. Так, на кафедре физической химии он читал для студентов спецкурсы «Метод электродвижущих сил», «Термодинамика растворов», «Избранные главы термодинамики» и вёл факультативные циклы «Термодинамика фаз переменного состава», «Термодинамика металлических сплавов», «Основы термодинамики».
В 1980 году в соавторстве с Я. И. Герасимовым опубликовал учебное пособие «Термодинамика растворов».
В 1982 году в составе коллектива авторов выпустил сборник «Методических указаний к спецпрактикуму по химической термодинамике», предназначенный для студентов старших курсов.
В 2003 году в соавторстве с А. Г. Морачевским, И. Б. Куценком и Г. Ф. Ворониным было опубликовано ещё одно учебное пособие — «Электрохимические методы исследования в термодинамике металлических систем».
Подготовил 7 кандидатов наук.

## Звания и почести
- Кандидат химических наук (1962)
- Доктор химических наук (1976)
- Ведущий научный сотрудник лаборатории химической термодинамики химического факультета (1987)
- Профессор (1990)

Кроме того, В. А. Гейдерих являлся членом Совета по физико-химическим основам полупроводникового материаловедения АН СССР и входил в состав бюро Совета по химической термодинамике АН СССР.

## Личные качества
Сотрудники и коллеги описывали В. А. Гейдериха как общительного, интеллигентного и чрезвычайно эрудированного человека, который трепетно относился к истории науки и учёным старшего поколения, но при этом стремился к инновациям и старался быть в курсе свежих научных достижений. Он любил и умел выступать в научных дискуссиях, был частым гостем на конференциях по химической термодинамике разного уровня, регулярно публиковался в сборниках тезисов.
По воспоминаниям друзей, вне лаборатории В. А. Гейдерих увлекался туристическими походами: пешими и на байдарках.